# برایان باربرنا
برایان باربرنا (انگلیسی: Bryan Barberena؛ زادهٔ ۳ مهٔ ۱۹۸۹) ورزشکار هنرهای رزمی ترکیبی اهل ایالات متحده آمریکا است. وی از سال ۲۰۰۹ میلادی تاکنون مشغول فعالیت بوده‌است.